# 215年
| 千纪： | 1千纪                                                                                           |
| 世纪： | 2世纪 \| 3世纪 \| 4世纪                                                                         |
| 年代： | 180年代 \| 190年代 \| 200年代 \| 210年代 \| 220年代 \| 230年代 \| 240年代                       |
| 年份： | 210年 \| 211年 \| 212年 \| 213年 \| 214年 \| 215年 \| 216年 \| 217年 \| 218年 \| 219年 \| 220年 |
| 纪年： | 乙未年（羊年）；东汉建安二十年                                                                  |

## 大事记
- 中国
  - 1月甲子日，曹節被立为皇后。
  - 3月，曹操趁劉備為爭奪荊州的歸屬而和孫權對立，發動陽平關之戰擊敗張魯，取得漢中，留夏侯淵和張郃駐守。
  - 劉備聽聞曹操將攻取漢中後，向正爭奪荊州的孫權提出和議，以湘水劃界平分荊州。
  - 劉備軍在張飛的率領下於巴西之戰戰勝了張郃率領的曹操軍。
  - 魯肅在洞庭湖操練水軍期間，在瀕臨洞庭湖處，建造了檢閱水軍的閱軍樓，此即今岳陽樓前身。
  - 8月，孫權見曹操困於漢中未能返回東方，率軍圍攻合肥，守將張遼、李典、樂進奮戰，孫權撤退。此戰為第二次合肥之戰，又稱逍遙津之戰。
  - 11月，張魯向曹操投降，曹操佔領漢中。

## 各国领袖

### 亞洲
- 中國（東漢）
  - 君主：漢獻帝（189年－220年）
  - 實質掌權者: 曹操（丞相、魏公213-216）
  - 主要州牧：曹操、孙权、劉備、张鲁（投降曹操）
- 南匈奴 - 呼厨泉单于（195年－216年）
- 日本 - 神功皇后（攝政，200年－270年）
- 泰米尔哲罗（Chera）王朝 - Yanaikat-sey Mantaran Cheral（201年－241年）
- 亚美尼亚 - 霍斯羅夫一世, 亚美尼亚国王 (198-217)
- 朝鲜半岛 (朝鲜三国时代)
  - 百济 - 仇首王, 百济王 (214–234)
  - 金官伽耶 - 居登王, 伽耶王 (199-259)
  - 高句丽 - 山上王, 高句丽王 (197–227)
  - 新罗 - 奈解尼師今, 新罗王 (196–230)
- 高加索伊比利亚王国 - Rev I the Just（英语：Rev I of Iberia）, 伊比利亚王 (189-216)
- 贵霜帝国 - 韋蘇提婆一世（Vasudeva I） (c.191-225)
- 安息帝国 - Vologases六世（英语：Vologases VI of Parthia）, 帕提亚国王 (c.208-228)

### 欧洲
- 罗马帝国 - 卡拉卡拉, 罗马皇帝 (211-217)

### 非洲
- 库什王朝 (Kush) - 
  1. Teritedakhatey国王（200年－215年）
  2. Aryesbokhe国王（215年－225年）

## 出生
- 皇甫谧，晉朝名醫（282年去世），67岁。

## 逝世
- 韓遂，東漢未年群雄之一。
- 董襲，孫權麾下將領。
- 陳武，孫權麾下將領。